# Szegedi EAC
El Szegedi Egyetemi Atlétikai Club (en español: Club Atlético de la Universidad de Szeged), conocido simplemente como Szegedi EAC, fue un equipo de fútbol de Hungría que alguna vez jugó en la NB1, la primera división de fútbol en el país.

## Historia
Fue fundado en el año 1923 en la ciudad de Szeged con el nombre Kitartás EAC, y tuvieron varios cambios de nombre a lo largo de su historia, los cuales fueron:
- 1921 – 1940 : Kitartás Egyetemi Athlétikai Club (KEAC)
- 1940 – 1948 : Szegedi Egyetemi Athlétikai Club (SZEAC)
- 1949 – 1956 : Szegedi Haladás
- 1956 – 1969 : Szegedi Egyetemi Athlétikai Club (SZEAC)
- 1969 – 1976 : Szegedi Egyetemi és Olajipari Sport Club (SZEOL)
- 1977 – 1985 : Szegedi Egyetemi és Olajipari Atlétikai Klub (SZEOL AK)
- 1985 – 1987 : Szegedi Egyetemi és Olajipari – Délép Sportegyesület (SZEOL-Délép SE)
- 1987 – 1993 : Szeged Sport Club
- 1993 : Szeged Torna Egylet
- 1993 – 1995 : Szeged Football Club
- 1995 – 1999 : Szegedi Egyetemi Athlétikai Club (SZEAC)

En la temporada de 1953/54 juega por primera vez en la NB1 luego de tomar el lugar del desaparecido Szegedi Honvéd SE, pero esa misma temporada descienden de categoría.
Tres años después regresan a la NB1, periodo en el que se mantuvo por dos temporadas hasta su descenso en 1958. Lograron siete ascensos a la máxima categoría durante la década de los años 1960s, pero su estancia en la NB1 era corta, donde pasaron como un equipo yo-yo. 
En 1976 se fusiona con el Szegedi AK y llega a jugar por última vez en la NB1 en la temporada 1990/91, donde pierde en el playoff de ascenso ante el Diosgyori FC con marcador global de 2-3. El equipo jugó en 21 temporadas en la NB1 hasta su desaparición en 1999.

## Palmarés
- NB2: 6

1958/59, 1966, 1971/72, 1974/75, 1980/81, 1989/90

## Jugadores

### Jugadores destacados
Los jugadores en Negrita llegaron a jugar con su respectiva selección nacional.
| - Sándor Schwartz - Cigan Sorin - Gábor Árki - Sándor Baranyi - János Baráth - István Birinyi - Péter Birkás - Sándor Budai - Jozséf Cziráki - Béla Csáki - Mihály Cserhalmi - Sándor Egervári - Itsván Gilicz - Sándor Gujdár | - Imre Hajós - Béla Hornyák - Imre Katzenbach - Béla Kovács - Mihály Kozma - Lajos Kun - Lázsló Kutasi - Lázsló Kürtösi - Antal Nagy - Miklós Pataki - Gábor Portörő - Lázsló Prukner - Lázsló Pusztai - Lázsló Rábay | - Lázsló Szabó - Lázsló Szélpál - Attila Vágó - Ferenc Vass - Györdy Véber - Erno Virágh - Andor Zallár |

## Entrenadores
- László Sárosi (1986-87)